# Nephrotoma familiaris
Nephrotoma familiaris är en tvåvingeart som först beskrevs av Osten Sacken 1881.  Nephrotoma familiaris ingår i släktet Nephrotoma och familjen storharkrankar. Inga underarter finns listade i Catalogue of Life.